# NGC 3359
NGC 3359 est une galaxie spirale barrée située dans la constellation de la Grande Ourse. NGC 3359 a été découverte par l'astronome germano-britannique William Herschel en 1793.

## Caractéristiques
La classe de luminosité de NGC 3359 est III et elle présente une large raie HI. Elle renferme également des régions d'hydrogène ionisé.

### Distance
Sa vitesse par rapport au fond diffus cosmologique est de 1 139 ± 9 km/s, ce qui correspond à une distance de Hubble de 16,79 ± 1,18 Mpc (∼54,8 millions d'al).
À ce jour, 23 mesures non basées sur le décalage vers le rouge (redshift) donnent une distance de 15,819 ± 4,959 Mpc (∼51,6 millions d'al), ce qui est à l'intérieur des valeurs de la distance de Hubble. Puisque cette galaxie est relativement rapprochée du Groupe local, il est probable que cette valeur soit plus près de la distance réelle de NGC 3359. Notons que c'est avec la valeur moyenne des mesures indépendantes, lorsqu'elles existent, que la base de données NASA/IPAC calcule le diamètre d'une galaxie.

### Morphologie
NGC 3359 a été utilisée par Gérard de Vaucouleurs comme une galaxie de type morphologique SB(rs)c dans son atlas des galaxies,.

### Luminosité dans l'infrarouge
La luminosité de la galaxie NGC 3359 dans l'infrarouge lointain (de 40 à 400 µm)  est égale à 5,75 × 109 {\displaystyle L_{\odot }} (109,76{\displaystyle L_{\odot }}) et sa luminosité totale dans l'infrarouge (de 8 à 1 000 µm) est de 6,76 × 109 {\displaystyle L_{\odot }} (109,83{\displaystyle L_{\odot }}).

### Brillance de surface
En raison d'une brillance de surface égale à 14,35 mag/am2, on peut qualifier NGC 3359 de galaxie à faible brillance de surface (LSB en anglais pour low surface brightness). Les galaxies LSB sont des galaxies diffuses (D) avec une brillance de surface inférieure de moins d'une magnitude à celle du ciel nocturne ambiant.

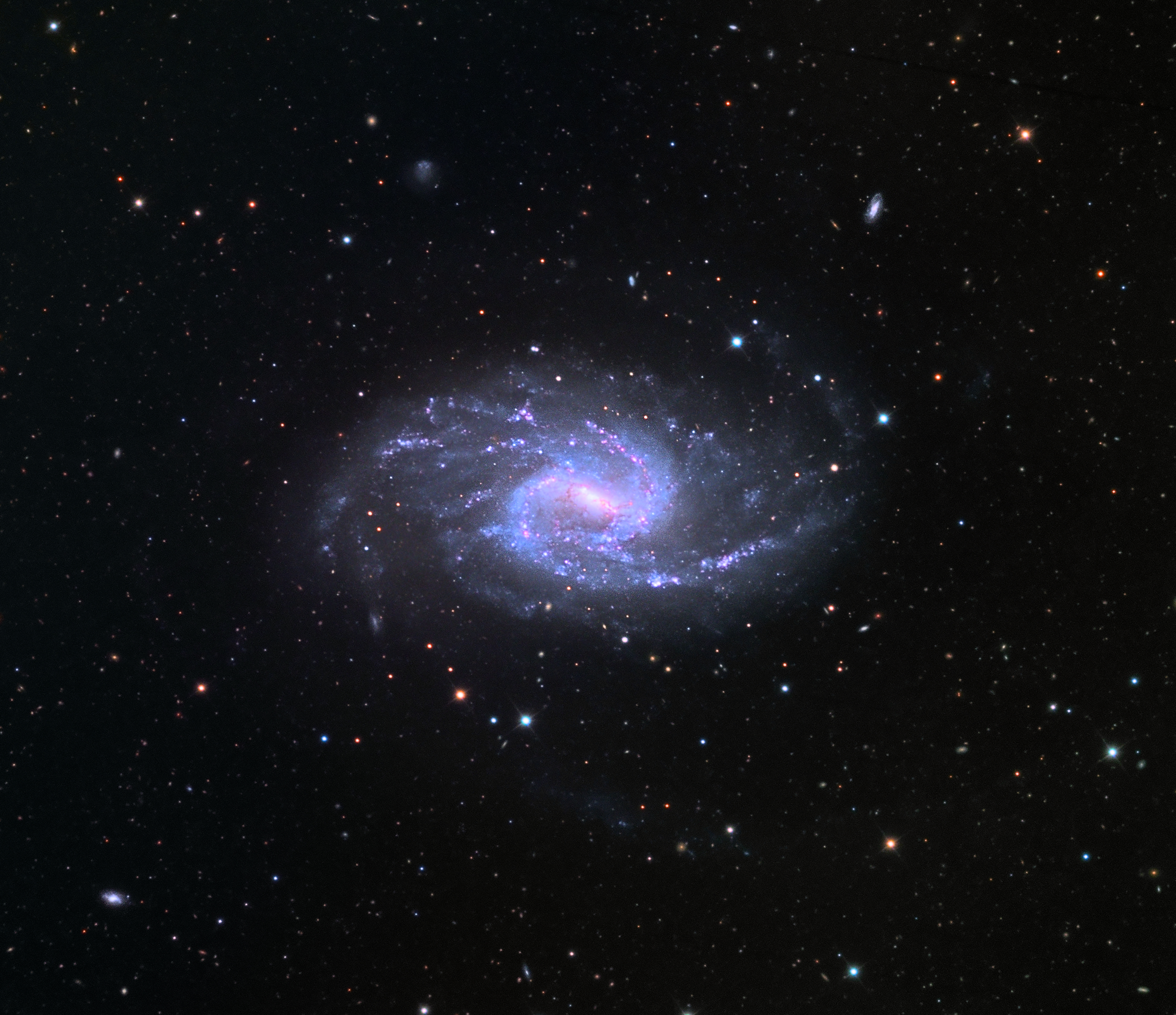
NGC 3359 par Adam Block (Observatoire du mont Lemmon/Université de l'Arizona).

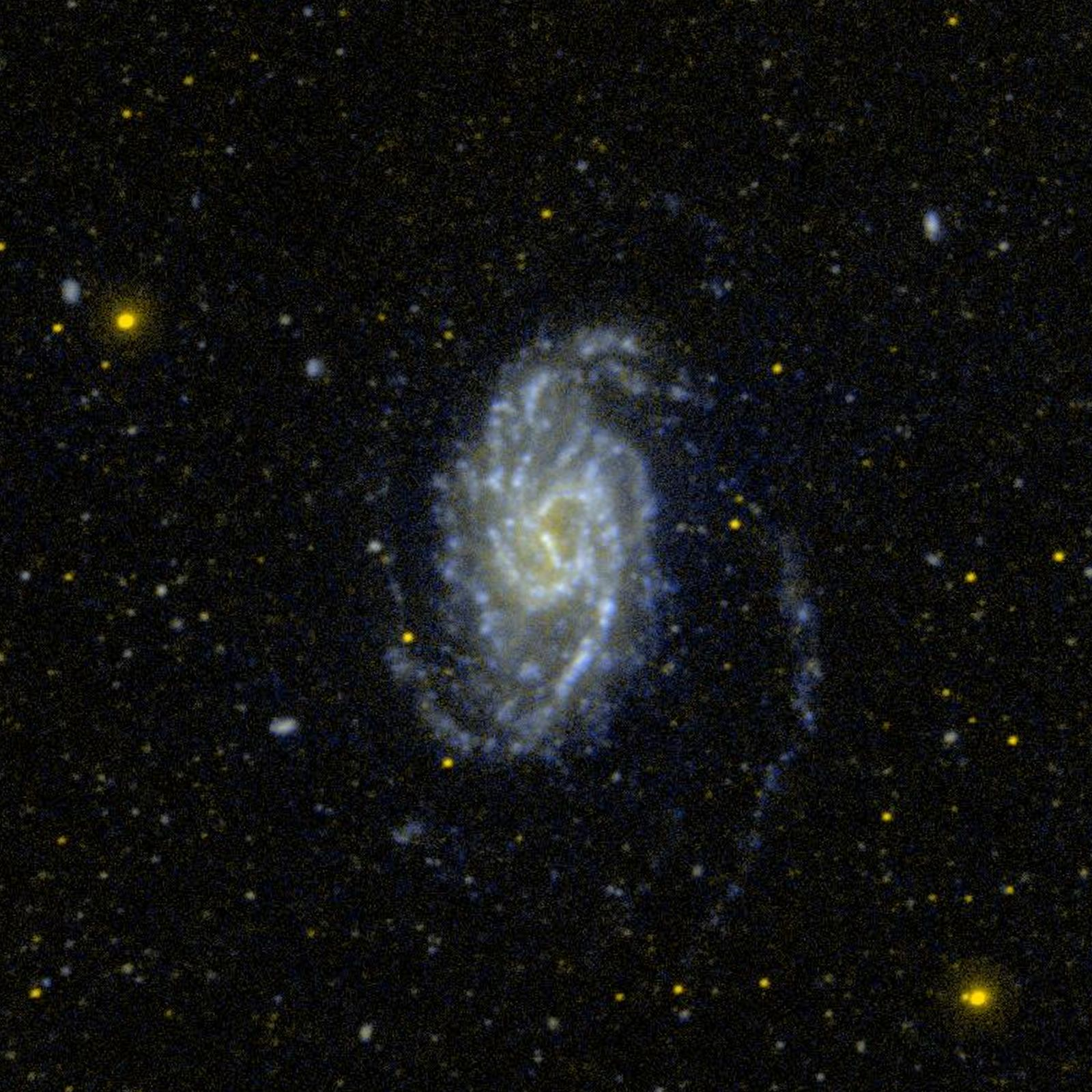
NGC 3359 dans le domaine de l'ultraviolet par GALEX.

## Trou noir supermassif
Selon un article basé sur les mesures de luminosité de la bande K de l'infrarouge proche du bulbe de NGC 3359, on obtient une valeur de 106,8 {\displaystyle M_{\odot }} (6,4 millions de masses solaires) pour le trou noir supermassif qui s'y trouve.

## Supernova
La supernova SN 1985H a été découverte dans NGC 3359 le 3 avril 1985 par J.C. Nemec et S. Staples de l'observatoire du mont Palomar. Cette supernova était de type II.